# Emérico IV de Narbona
Emérico IV ou Américo IV de Narbona (em francês: Aymeri IV; c. 1230 - Outubro de 1298). Foi um governante de Narbona com origem na Casa de Lara que governou o viscondado de Narbona entre 1270 e 1298. O seu governo foi antecedido pelo de Amalrico I e foi seguido pelo de Amalrico II. Era um comandante e capitão italiano. Emérico entrou pela primeira vez em Itália a serviço de Carlos I de Anjou, a quem o Papa Clemente IV, em 1265, havia concedido a coroa da Sicília.
Por 1289, Emérico distinguiu-se como comandante das tropas guelfas concentradas para no ataque aos gibelinos de Arezo. Durante a campanha, os dois exércitos se encontraram na Batalha de Campaldino, Emérico saiu-se vitorioso e com isso fez sua reputação. Ele conquistou a maior parte do território do Aretino, com muitos castelos em Rondine, Arezo. Entretanto não logrou êxito no assédio, somente após várias incursões é que conseguiu sair-se vitorioso contra os Aretinos. A campanha foi um sucesso e Emérico foi recebido triunfalmente em seu retorno a Florença.
Emérico casou-se com Joana, filha de Jordão IV das Ilhas Jordânias. O formato italiano de seu nome se tornou popular na Toscana durante séculos após seu sucesso no Campaldino e foi nomeado através de um toscano Américo Vespúcio em dois continentes, o das Américas receberam seus nomes.